# Giacomo Conti (giurista)
Giacomo Conti (fl. XVIII-XIX secolo) è stato un giurista, magistrato e religioso italiano del XVIII secolo.

## Biografia
Nativo di Ascoli Piceno, divenne gesuita e poi uditore della Rota di Firenze. Scrisse Il cristiano cattolico istruito, un manuale sulla religione cattolica edito a Bologna nel 1753. Ha pubblicato anche una serie di decisioni giudiziarie senesi e fiorentine stampate tra il 1714 e il 1776. Durante un periodo a Roma fu procuratore del Cardinale Giovanni Battista de Luca. In una celebre relazione al Granduca di Toscana per giudicare in ultima istanza il caso del capitano Demetrio Licudi, depredato dal corsaro Francesco di Giovanni. Quest'ultimo rivendicava la legittimità del sequestro poiché appartenente a greci infedeli, scismatici e parificati dunque ai turchi.